# Steven A. Hawley
Pour les articles homonymes, voir Hawley.
Ne doit pas être confondu avec Steve Hawley.
Steven Alan Hawley est un astronaute américain né le 12 décembre 1951.

## Biographie
Il a été marié de 1982 à 1987 à Sally Ride (1951-2012), elle aussi astronaute de la NASA.

## Vols réalisés
Il réalise 5 vols en tant que spécialiste de mission :
- 30 août 1984 : Discovery STS-41-D
- 12 janvier 1986 : Columbia STS-61-C
- 24 avril 1990 : Discovery STS-31
- 11 février 1997 : Discovery STS-82
- 23 juillet 1999 : Columbia STS-93